# 坂西村
坂西村（さかにしむら）は、栃木県の南西部、足利郡に属していた村である。群馬県と境を接する。
後に足利郡に発足した坂西町、現在の足利市西部の坂西地区とは範囲が異なる。

## 地理
- 山岳：大岩山
- 河川：渡良瀬川

## 歴史

### 村名の由来
足利町と今福の間の丘陵が切り開かれた切り通しの坂道の西に所在したことから。

### 沿革
- 1889年（明治22年）4月1日 - 町村制の施行により、山下村、五十部村（よべむら）、今福村、大岩村、大前村が合併して発足。
- 1893年（明治26年）3月18日 - 分村運動により廃止。大字五十部・今福・大岩に三重村、大字山下・大前に山前村が発足。
- 1954年（昭和29年）8月1日 - 三重村・山前村が足利市に編入。

## 交通

### 鉄道路線
1897年（明治30年）に旧村域内に日本鉄道（現東日本旅客鉄道）両毛線山前駅が開業している。